# 郡司信夫
郡司 信夫（ぐんじ のぶお、1908年10月1日 -　1999年2月11日）は、栃木県出身のボクシング評論家。

## 人物
大田原中学校から大正大学を経て、1930年に誠文堂新光社に入社。スポーツ誌編集に携わる。
1934年に独立してガゼット出版社を設立、「ボクシング・ガゼット」誌を創刊した。時同じくして「拳道会ボクシング練習場」を設立。拳道会は解散するが、戦後に「日本拳闘株式会社」を設立。一方、ガゼット誌の編集はベースボール・マガジン社に吸収されるまで約30年担当。
1952年からは30年に渡りTBSのボクシング解説者を務め、日本テレビの平沢雪村、フジテレビの石川輝らとともにボクシング解説者の草分けと呼ばれた。同年設立された日本ボクシングコミッション（JBC）の理事に就任。JBC倫理委員会、ランキング委員などを歴任し、新人王戦を発案するなど日本プロボクシングの礎を築いた。後に「スポーツ功労賞」「銀一杯」を授かっている。
1980年11月19日に最高裁で袴田巌さんの上告が棄却され、その直後に発足した『無実のプロボクサー袴田巌さんを救う会（後に、『無実の死刑囚・元プロボクサー袴田巌さんを救う会』に改称）の世話人となった。
1999年に90歳で他界するまでボクシング関連の執筆などを手がけ、日本ボクシング界を支えた。

## 著書
- ボクシング講和
- チャンピオンへの道
- ボクシング百年
- リングサイド50年
- 郡司信夫の「採点」録

など